# Назаренко, Александр Евгеньевич (футболист)
Алекса́ндр Евге́ньевич Наза́ренко (укр. Олександр Євгенійович Назаренко; род. 1 февраля 2000, Днепропетровск) — украинский футболист, полузащитник клуба «Полесье» и сборной Украины.

## Клубная карьера
Родился 1 февраля 2000 года в Днепропетровске. Воспитанник днепровского «Днепра». За «Днепр» в детско-юношеской футбольной лиге Украины выступал с 2013 по 2017 год. В сезоне 2014/15 вместе с командой стал бронзовым призёром чемпионата Украины для игроков не старше 15 лет.
В сезоне 2016/17 начал выступать за «Днепр» в чемпионатах Украины среди юношеских и молодёжных команд. Перед началом следующего сезона ФИФА наложила санкции на клуб и команда перестала быть участником Премьер-лиги, после чего «Днепр» начал новый сезон 2017/18 во Второй лиге Украины. Дебют в основном составе «Днепра» состоялся 9 июля 2017 года в матче Кубка Украины против «Демни» (1:2). Впервые во Второй лиге Назаренко сыграл 15 июля 2017 года в поединке против «Реал Фарма» (1:2). По итогам сезона «Днепр» потерял статус профессионального клуба.
Летом 2018 года «Днепр-1», вышедший в Первую лигу, подписал с Назаренко двухлетний контракт. По итогам сентября 2018 года Назаренко был признан Профессиональной футбольной лигой Украины лучшим игроком месяца в Первой лиги. В январе 2019 года руководство клуба продлило контракт с игроком на три года. По итогам сезона 2018/19 «Днепр-1» стал победителем Первой лиги и вышел в Премьер-лигу. Назаренко, в свою очередь, занял третье место в голосовании на звание лучшего футболиста Первой лиги сезона 2018/19, проведённого среди главных тренеров и капитанов команд-участниц.
Дебют в чемпионате Украины состоялся 31 июля 2019 года в матче против донецкого «Олимпика» (2:0).

## Карьера в сборной
Под руководством Сергея Попова сыграл в одном матче за юношескую сборную Украины до 19 лет в квалификации на чемпионат Европы 2018 года.
Дебют в молодёжной сборной Украины до 21 года состоялся 14 октября 2019 года в товарищеской игре с Грецией (2:0).
В составе молодёжной сборной Украины (до 21 года) принял участие в Чемпионате Европы по футболу среди молодёжных команд 2023, на котором команда дошла до полуфинала.
11 октября 2024 года дебютировал за сборную Украины в матче против Грузии (1:0).

## Достижения

### Командные
«Днепр-1»
- Серебряный призёр чемпионата Украины: 2022/23

Сборная Украины
- Бронзовый призёр молодёжного чемпионата Европы: 2023

### Личные
- Лучший игрок месяца украинской Премьер-лиги (2): август 2024, октябрь 2024

## Статистика
| Сезон   | Клуб    | Лига                 | Чемпионат | Чемпионат | Кубок | Кубок | Еврокубки | Еврокубки | U-21 | U-21 | U-19 | U-19 |
| Сезон   | Клуб    | Лига                 | Игры      | Голы      | Игры  | Голы  | Игры      | Голы      | Игры | Голы | Игры | Голы |
| ------- | ------- | -------------------- | --------- | --------- | ----- | ----- | --------- | --------- | ---- | ---- | ---- | ---- |
| 2016/17 | Днепр   | Премьер-лига Украины |           |           |       |       |           |           | 6    | 1    | 20   | 7    |
| 2017/18 | Днепр   | Вторая лига Украины  | 27        | 8         | 1     | 0     | —         | —         | —    | —    | —    | —    |
| 2018/19 | Днепр-1 | Первая лига Украины  | 25        | 7         | 3     | 1     | —         | —         | —    | —    | —    | —    |
| 2019/20 | Днепр-1 | Премьер-лига Украины | 26        | 2         | 2     | 0     | —         | —         |      |      |      |      |
| 2020/21 | Днепр-1 | Премьер-лига Украины | 7         | 3         | 1     | 0     | —         | —         |      |      |      |      |